# 100e régiment d'infanterie (France)
Pour les articles homonymes, voir 100e régiment.
Le 100e régiment d'infanterie (100e RI) est un régiment d'infanterie de l'Armée de terre française, à double héritage, créé sous la Révolution à partir du régiment de Reinach, un régiment d'infanterie suisse au service du royaume de France, et du 25e régiment d'infanterie légère créé à partir de la 25e demi-brigade légère de deuxième formation.

## Création et différentes dénominations
- 1786 : renommé régiment de Reinach
- 1791 : devient le 100e régiment d'infanterie de ligne ci-devant Reinach
- 20 août 1792 : le régiment est licencié
- 1793 : recréé en tant que 100e demi-brigade de première formation
- 1796 : devient la 100e demi-brigade d'infanterie de deuxième formation
- 1803 : devient le 100e régiment d’infanterie de ligne
- 16 juillet 1815 : comme l'ensemble de l'armée napoléonienne, il est licencié à la Seconde Restauration et le no 22 disparait jusqu'en 1854.
- En 1854, l'infanterie légère est transformée, et ses régiments sont convertis en unités d'infanterie de ligne, prenant les numéros de 76 à 100. Le 25e léger prend le nom de 100e régiment d’infanterie de ligne.
- 1914 : à la mobilisation, il met sur pied son régiment de réserve, le 300e régiment d’infanterie

## Colonels/chefs de brigade du100eRI
- 23 juillet 1786 : François Sigismond Philippe, baron de Reinach-Steinbrunn[1]
- 1793 : La Converserie (?) - chef de brigade
- 1794 : Simon (?) - chef de brigade
- 1796 : Anne-Gilbert La Val - chef de brigade (**)
- 1799 : Jean-Marie Ritay - chef de brigade (*)
- 1803 : Jean-Marie Ritay - Colonel
- 1805 : Joachim Jérôme Quiot du Passage - Colonel (*)
- 1811 : Dominique-Marie-Marcel Gaud - Colonel
- 1811 : Jean Joseph Marguet - Colonel (*)
- 1813 : Louis Alexandre Marie Valon du Boucheron - Colonel
- 1815 : Joseph Braun - Colonel
- le no 100 est vacant de 1815 à 1854
- 1855 : Michel Duprat de Larroquette[2]
- 1874 - 1878 : Jules Florimond Germain Merchier - Colonel
- 25 mai 1897 -16 juin 1907 : Louis Nicolas Marmet - colonel[3],[4]
- 1939-1940 : Colonel Fortet (Pierre-Marie-Gabriel).

Colonels tués et blessés à la tête du 100e :
- Colonel Ritay : blessé le 11 novembre 1805
- Colonel Quiot : blessé le 14 octobre 1806, le 7 février 1811 et le 16 mai 1811

Officiers tués et blessés durant leur service au 100e Régiment d'Infanterie de Ligne entre 1804 et 1815 :
- Officiers tués : 24
- Officiers morts de leurs blessures : 10
- Officiers blessés : 142

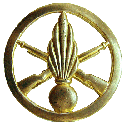
insigne de béret d'infanterie

(*) Officier qui devint par la suite général de brigade.
(**) Officier qui devint par la suite général de division.

## Historique des garnisons, combats et batailles du100eRI

### 100erégiment d'infanterie de ligne ci-devant Reinach (1791-1792)

#### Révolution Française

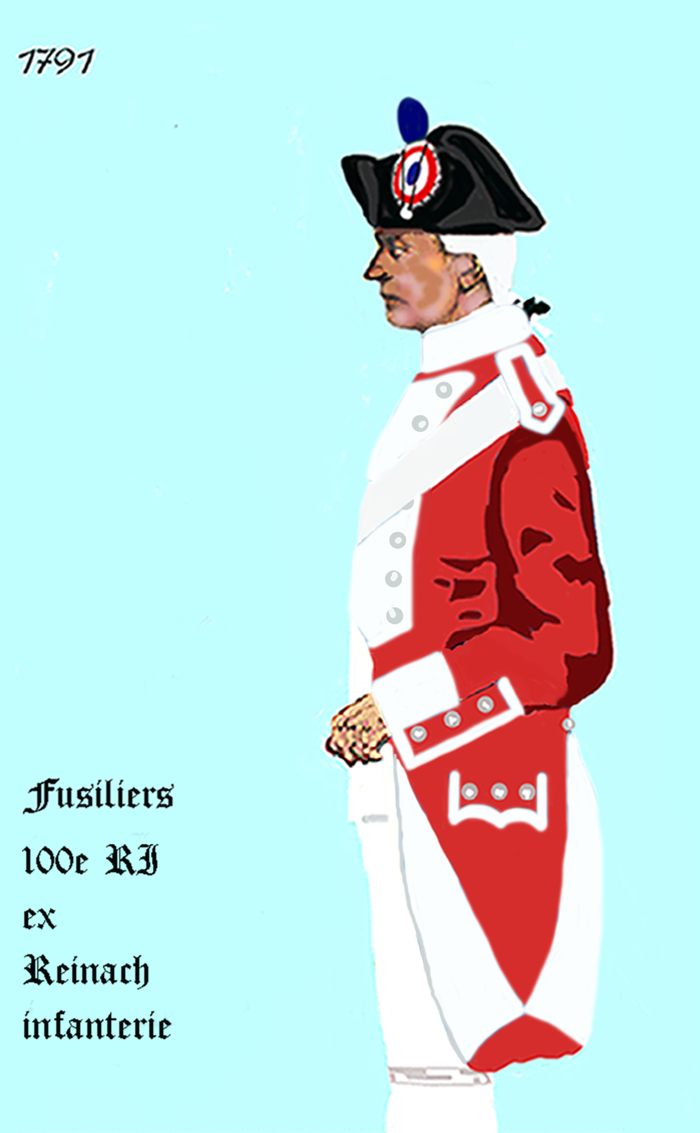
100e régiment d’infanterie de ligne de 1791 à 1792

L'ordonnance du 1er janvier 1791 fait disparaître les diverses dénominations, et les corps d'infanterie ne sont désormais plus désignés que par le numéro du rang qu'ils occupaient entre eux. Ainsi, 101 régiments sont renommés. Les régiments sont toutefois largement désignés avec le terme ci-devant, comme 100e régiment d'infanterie ci-devant Reinach.
Après les évènements de Paris en 1791, il retourna à Maubeuge et eut quelques démêlés avec le régiment d'Orléans, qui partageait avec lui la garnison de Maubeuge.

La même année, le 100e régiment d'infanterie ci-devant Reinach, fut accusé d'avoir failli commencer les hostilités avec l'Autriche sans déclaration de guerre. Il était alors en garnison à Maubeuge.

Des soldats du régiment rencontrèrent, sur la route de Mons, des recruteurs autrichiens qui tentèrent de les débaucher. Les hommes du régiment de Reinach refusèrent et il y eut un échange de quelques coup de fusil. Les soldats suisses furent accusés d'avoir tiré les premiers, et le régiment de Reinach fut envoyé en garnison à Arras.
Le 100e régiment d'infanterie de ligne est licencié le 20 août 1792.

### 100edemi-brigadede première formation (1793-1796)

#### Guerres de la Révolution
En 1793, lors du premier amalgame la 100e demi-brigade de première formation est formée  avec les :
- 2e bataillon du 50e régiment d'infanterie (ci-devant Hainaut)
- 7e bataillon de volontaires des Bouches-du-Rhône
- Bataillon de volontaires de Tarascon

La 100e demi-brigade, fait les campagnes de l'an II, de l'an III et de l'an IV à l'armée d'Italie avec laquelle il participe, en 1794 à la bataille de Saorge, en 1795 à la bataille de Loano et l'année suivante à la bataille de Borghetto.
En l'an V il rejoint l'armée de Moselle qui deviendra l'armée de Sambre-et-Meuse.

### 100edemi-brigadede deuxième formation (1796-1803)

#### Guerres de la Révolution et de l'Empire
La 100e demi-brigade de deuxième formation est formée le 27 pluviôse an IV (16 février 1796) par l'amalgame des :
- 1er bataillon de la 6e demi-brigade de première formation (2e bataillon du 3e régiment d'infanterie (ci-devant Piémont), 2e bataillon de volontaires de l'Aube, 10e bataillon de volontaires des Vosges, 13e bataillon de la formation d'Orléans, 14e bataillon de volontaires de Paris également appelé 14e bataillon de volontaires de la République ou 14e bataillon des piques ou encore 14e bataillon des piquiers et 24e bataillon de volontaires de la Charente)
- 203e demi-brigade de première formation (1er bataillon des Fédérés Nationaux, 7e bataillon de volontaires de la Drôme et 1er bataillon bis de volontaires de Maine-et-Loire)

De l'an VI à l'an X, la demi-brigade est attachée à l'armée de Rhin-et-Moselle qui deviendra l'armée d'Allemagne avec laquelle il fait la campagne d'Allemagne dans la 4e division du général Duhesme.
En 1796, la demi-brigade se trouve aux batailles de Neresheim et de Friedberg (1er et 24 août) et en novembre et décembre elle participe dans la défense du fort de Kehl.
En 1797, la 100e demi-brigade, rattachée à la division Desaix, cantonne à Molsheim. En décembre, il fait partie de l'armée d'Allemagne formée de la réunion de l'armée de Rhin-et-Moselle et de l'armée de Sambre-et-Meuse.
En 1798 sous le commandement du général Schauenburg, les 1er et 2e bataillon participent à la campagne de Suisse et participent, en 1799, aux batailles de Stockach, de Zurich de Diessenhofen et de Hohenlinden.
De 1801 à 1803, il entre dans la composition de l'armée de l'Ouest.
En avril 1803, elle arrive à Breda pour aller à Nimègue afin de rejoindre la division Frère et prend part à la capture de l'armée de Hanovre.
 En septembre la 100e demi-brigade devient le 100e régiment d'infanterie de ligne et reste en garnison à Hanovre.

### 100erégimentd'infanterie de ligne (1803-1815)

#### Guerres de l'Empire

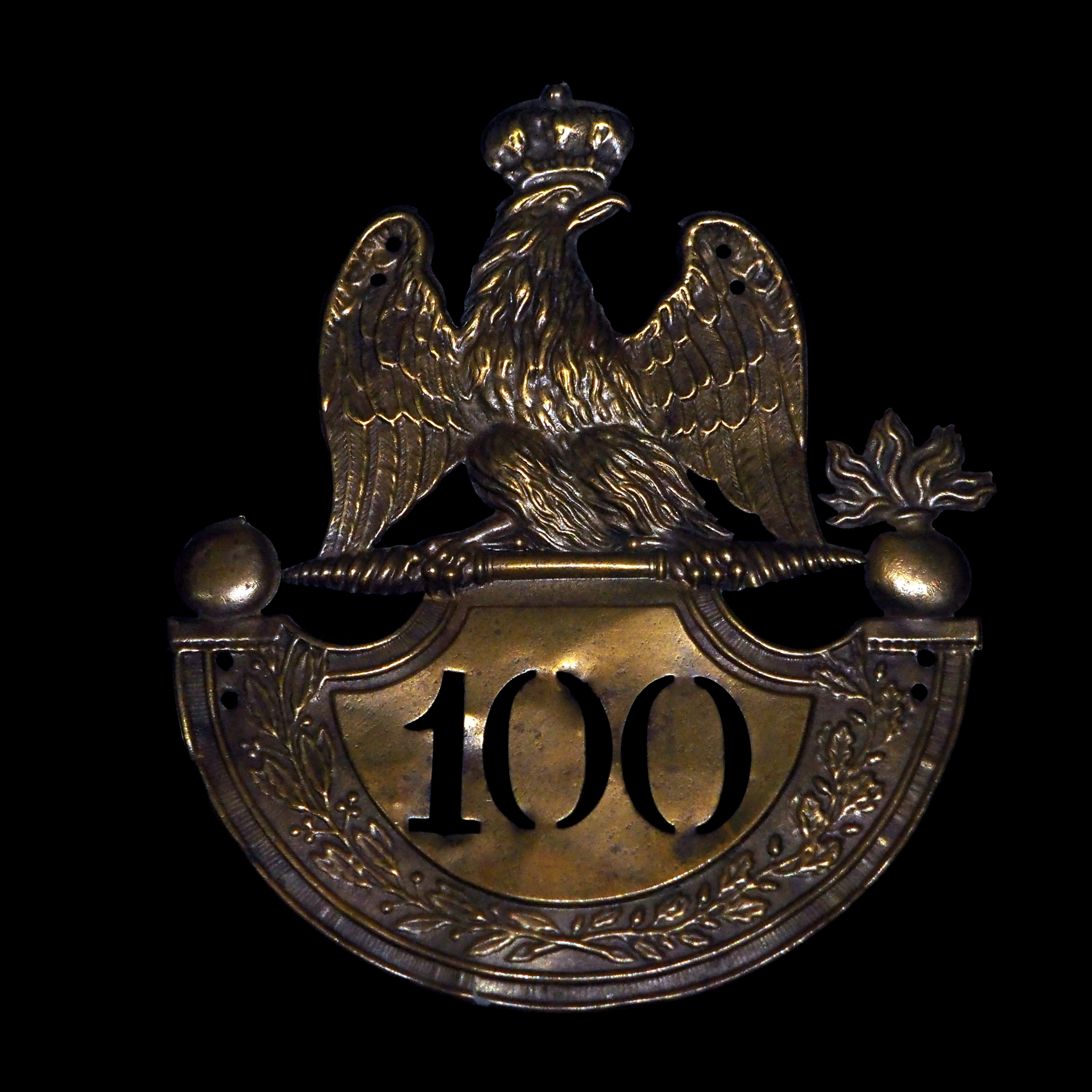
Plaque de shako su Régiment d'Infanterie, 1er Empire

En 1805, le 100e régiment d'infanterie de ligne participe à la campagne d'Allemagne dans la 2e division du 5e corps de la Grande Armée commandé par le général Gazan. Le régiment combat lors des batailles d'Elchingen, d' Ulm et de Dürenstein.
Après la bataille d'Austerlitz, à laquelle il ne participe pas, il est envoyé à occuper la principauté d'Ansbach.
En 1806, dans le cadre de la Campagne de Prusse et de Pologne, les 3 bataillons du 100e de ligne, commandés par le colonel Joachim Jérôme Quiot du Passage, s'illustrent lors des batailles d'Iéna et de Pultusk.
En 1807, le régiment participe aux batailles d'Eylau et d'Ostrolenka. Les trois premiers bataillons du régiment sont envoyés ensuite en direction de l'Espagne, le 4e bataillon restant en Allemagne.
En 1808, le régiment, rattaché au 5e corps de l'armée d'Espagne du maréchal Mortier, 2e division du général Gazan et 1re brigade du général Guérin participe à la campagne d'Espagne
Le 7 janvier 1809 un parti de guérilleros attaqua, aux environs de Caparroso, une colonne, de 400 hommes, du 100e RI qui menait un convoi d'uniformes. À la vue des guérilleros, les Français s'enfuirent, se réfugiant dans la place fortifiée de Caparroso, laissant plusieurs morts sur le terrain et le convoi aux mains des guérilleros. En février il est au siège de Saragosse ou, avec le 5e corps, il a la mission de bloquer et prendre le faubourg situé sur la rive gauche de l'Èbre pour couper les communications avec la Catalogne.
Le 16 avril, Mortier ordonne au 100e avec quatre canons, de la chasser les insurgés des alentours de Salamanque. La plus grande partie du régiment restera en garnison dans cette ville, jusqu'en juillet, où il se rend à Madrid.
 Le 8 août le régiment est au combat d'Arzobispo puis il se concentre à Tolède. Le 17 août, les 1er et 2e bataillons sont en garnison à Mocejón et le 3e bataillon à Illescas.
 Le 19 novembre, les trois bataillons participent à la bataille d'Ocana.

Pendant ce temps le 4e bataillon, resté en Allemagne, rattaché au IIe corps du général Oudinot, 2e division du général Frère, brigade Ficatier participe aux batailles d'Ebersberg (3 mai) d'Essling (22 mai) et de Wagram (5 et 6 juillet).
En mars 1810, le régiment envoyé en colonne mobile se trouve à Séville, et, le 10 juillet il se trouve à un combat près de Berlanga.
En 1811, il se trouve à la bataille de Gebora puis il prend garnison à Badajoz à partir du 22 février. Le 14 mars il quitte Badajoz en direction Campo Maior avec une colonne, composée par une brigade de cavalerie, d'une partie du train de siège ayant servi au siège de Badajoz, 3 bataillons du 28e de ligne, des 3 bataillons du 100e de ligne (1 200 hommes) et de 3 bataillons du 103e de ligne commandée par le général Gazan. Le 25 mars le 100e RIL se trouve au combat de Campo Maior puis il prend garnison de la place, sous les ordres de Latour-Maubourg, avec 150 cavaliers du 26e dragons, 300 du 2e hussards, 350 du 10e hussards, 80 chasseurs Espagnols et 300 artilleurs et troupes du Génie.
Le 3 mai il tombe dans une embuscade en escortant un convoi, et se trouve, le 10 mai, à la défense de Badajoz et participe le 16 mai à la bataille d'Albuera.
Il ensuite placé dans la 2e brigade de la 2e division du général Gazan au 5e corps du maréchal Soult.

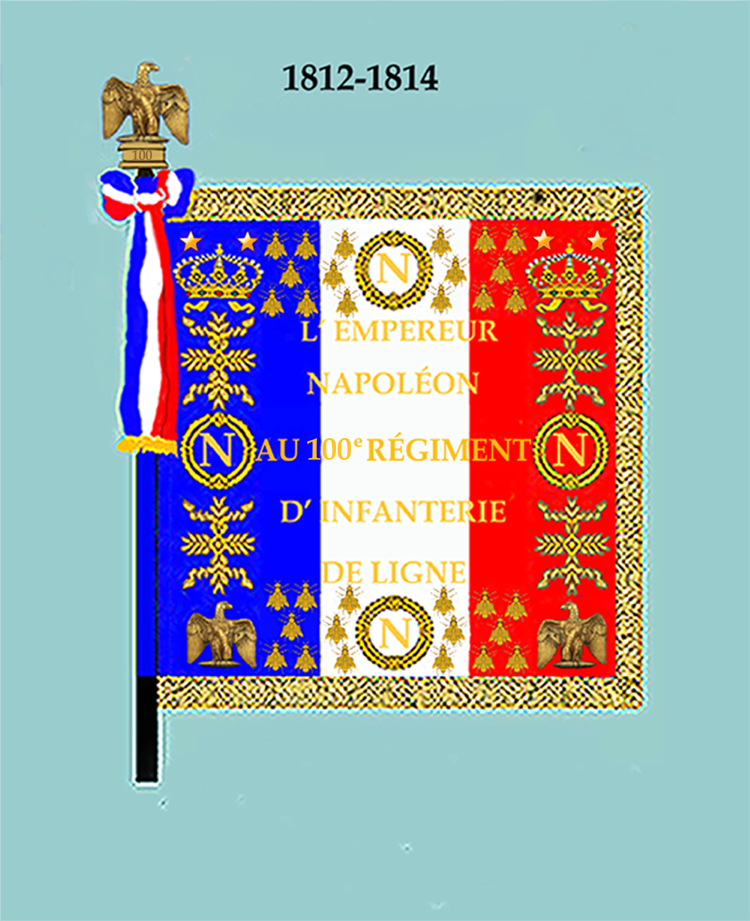
Drapeau modèle de 1812 (avers)
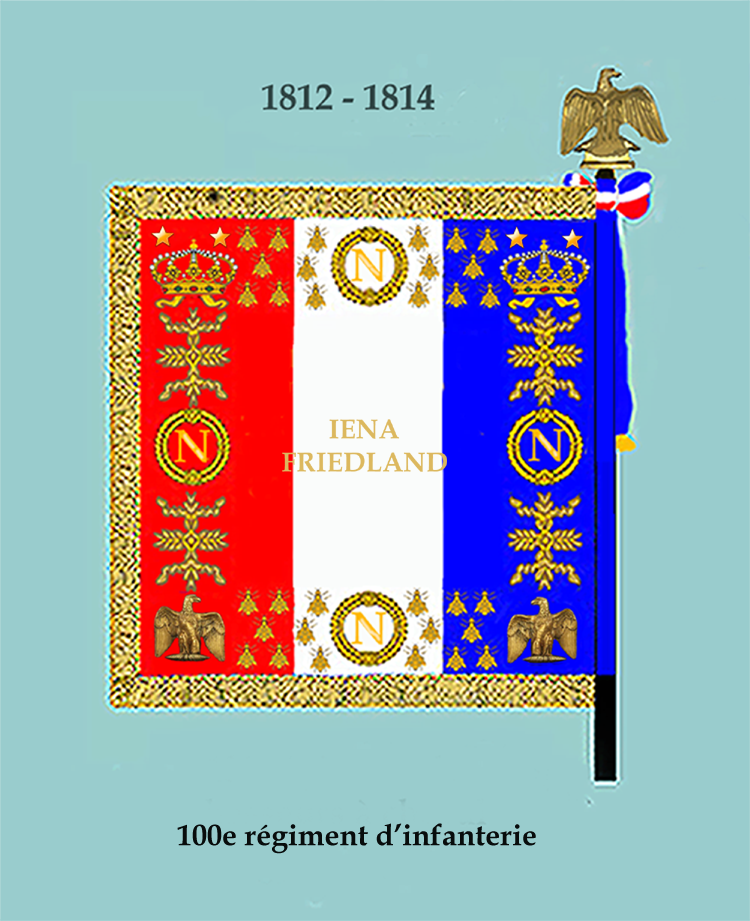
Drapeau modèle de 1812 (revers)

En 1812, le dépôt du régiment, qui se trouve à Metz dans le département de l'Ourthe, est renforcé par 200 conscrits des classes 1803 et 1804.
Les bataillons engagés en Espagne prennent part, le 17 novembre, au combat de San Muñoz
En 1813, le régiment est rattaché à l'armée du Midi sous les ordres du général Gazan, 6e division du général Darricau, brigade Baille de Saint Pol et se trouve, le 3 mai, au combat près de Miranda et le 21 juin à la bataille de Vittoria.
Le 16 juillet, les 23 officiers et 1 211 hommes du régiment passent à l'armée des Pyrénées commandée par le général Drouet d'Erlon, 6e division du général Darricau, brigade Mocquery et prennent part, le 25 juillet, au combat du col de Maya. En garnison à Bayonne le 1er septembre le régiment est engagé, le 13 décembre, dans la bataille de Saint-Pierre-d'Irube. 

Le 4e bataillon engagé dans la campagne de Saxe et affecté au 6e corps de la Grande Armée sous les ordres du maréchal Marmont, 43e division du général Claparède, 1re brigade du général Godart participe le 22 août, dans le combat de Pirna puis dans la bataille de Dresde puis le 11 novembre au combat de Krems dans le cadre de la bataille de Dürenstein.
Le 27 février 1814, le régiment réduit à 1 bataillon de 666 hommes, participe à la bataille d'Aire-sur-l'Adour - Orthez puis le 10 avril à la bataille de Toulouse.

Le 4e bataillon se trouve quant à lui, le 18 mars, à la défense de Luxembourg.
Après l'abdication et l'exil de Napoléon Ier à l'île d'Elbe, Louis XVIII réorganise l'infanterie et le 100e régiment prend le no 81, jusqu'au retour de Napoléon qui prend un décret qui rend aux anciens régiments d'infanterie de ligne les numéros qu'ils avaient perdus, et incorpore le 5e bataillon du 17e régiment d'infanterie légère.
Pour la campagne de 1815, rattaché au 2e corps du général Reille, 9e division du général Foy, 2e brigade du général Jamin le 100e de ligne  participe le 16 juin à la bataille  de Quatre-Bras puis le 18 juin à la bataille de Waterloo.
Après ces deux batailles, il reste 10 officiers et 152 hommes.
Après la seconde abdication de l'Empereur, Louis XVIII réorganise de l'armée de manière à rompre avec l'héritage politico-militaire du Premier Empire.
A cet effet une ordonnance du 16 juillet 1815 licencie l'ensemble des unités militaires françaises.

Le no 100 n'est pas recréé et devient vacant jusqu'en 1854.

### 100erégiment d'infanterie de ligne

#### Second Empire
Le décret du 24 octobre 1854 réorganise les régiments d'infanterie légère les corps de l'armée française. À cet effet le 25e régiment d'infanterie légère prend le numéro 100 et devient le 100e régiment d'infanterie de ligne.
En 1855, après sa création, le 100e régiment d'infanterie de ligne est envoyé en Crimée et participe à la prise du Mamelon vert, à la bataille de Tratkir et au Siège de Sébastopol.
Le régiment rentre en France en 1856.
En 1859, le régiment est engagé dans la campagne d'Italie et participe aux batailles de Magenta et de Solférino.
En 1864, un bataillon est en garnison à Reims.
Durant la guerre franco-allemande de 1870, le régiment se trouve enfermé dans Metz, et participe aux  batailles de Rezonville, de Saint-Privat et de Bellevue. Comme le reste de l'armée impériale française, le régiment sera fait prisonnier de guerre

#### 1871-1914
Le 16 août 1870, le 4e bataillon, formé pour la plupart de nouveaux arrivants, quitte le dépôt pour créer le 14e régiment de marche qui formera la 1re brigade de la 3e division du 13e corps d'armée
En 1881, le 3e bataillon fait partie du corps expéditionnaire pour la campagne de Tunisie.
 
Ce bataillon reste en Algérie jusqu'en 1888.
En 1907, le régiment est en garnison à Narbonne. Durant la révolte des vignerons du Languedoc en 1907, il est consigné cinq dimanches de suite et son colonel, Louis Nicolas Marmet est mis d'office à la retraite,. Cependant, des groupes d’appelés acclament les manifestants et entonnent l'Internationale. Les 3 bataillons du régiment sont ensuite envoyé en manœuvres au camp du Larzac, puis envoyés en garnison à Tulle où ils restent jusqu'au début de la Première Guerre mondiale,,.

### régiment d'infanterie

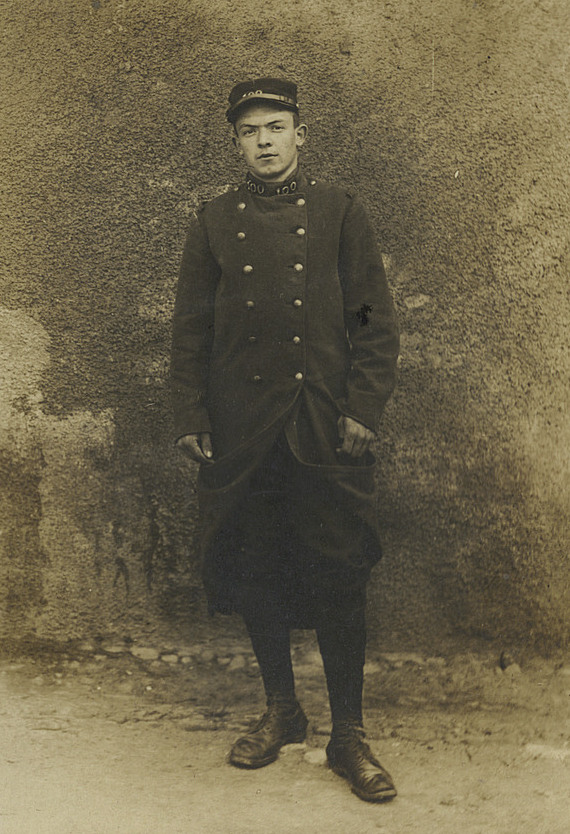
Photographie d'un soldat du en 1914.

### 100erégiment d'infanterie

#### Première Guerre mondiale
Affectation : casernement Tulle, 48e DI, 24e DI, 12e corps d'armée.
- 24e division d’infanterie d'août 1914 à juin 1915
- 128e division d’infanterie de juin 1915 à février 1917
- 134e division d’infanterie de février 1917 à novembre 1918

##### 1914
Bataille de Vitry

##### 1916
Bataille de Verdun
Le régiment est actif dans le secteur de Fleury en juillet 1916, date à laquelle le site https://www.memoiredeshommes.sga.defense.gouv.fr répertorie des morts à Fleury-devant-Douaumont.

##### 1918
Bataille de Reims
Bataille de l'Aisne

#### Entre les deux guerres
Le 21 septembre 1919 le régiment réintègre sa garnison de Tulle.
Le régiment est dissous en février 1920

#### Seconde Guerre mondiale

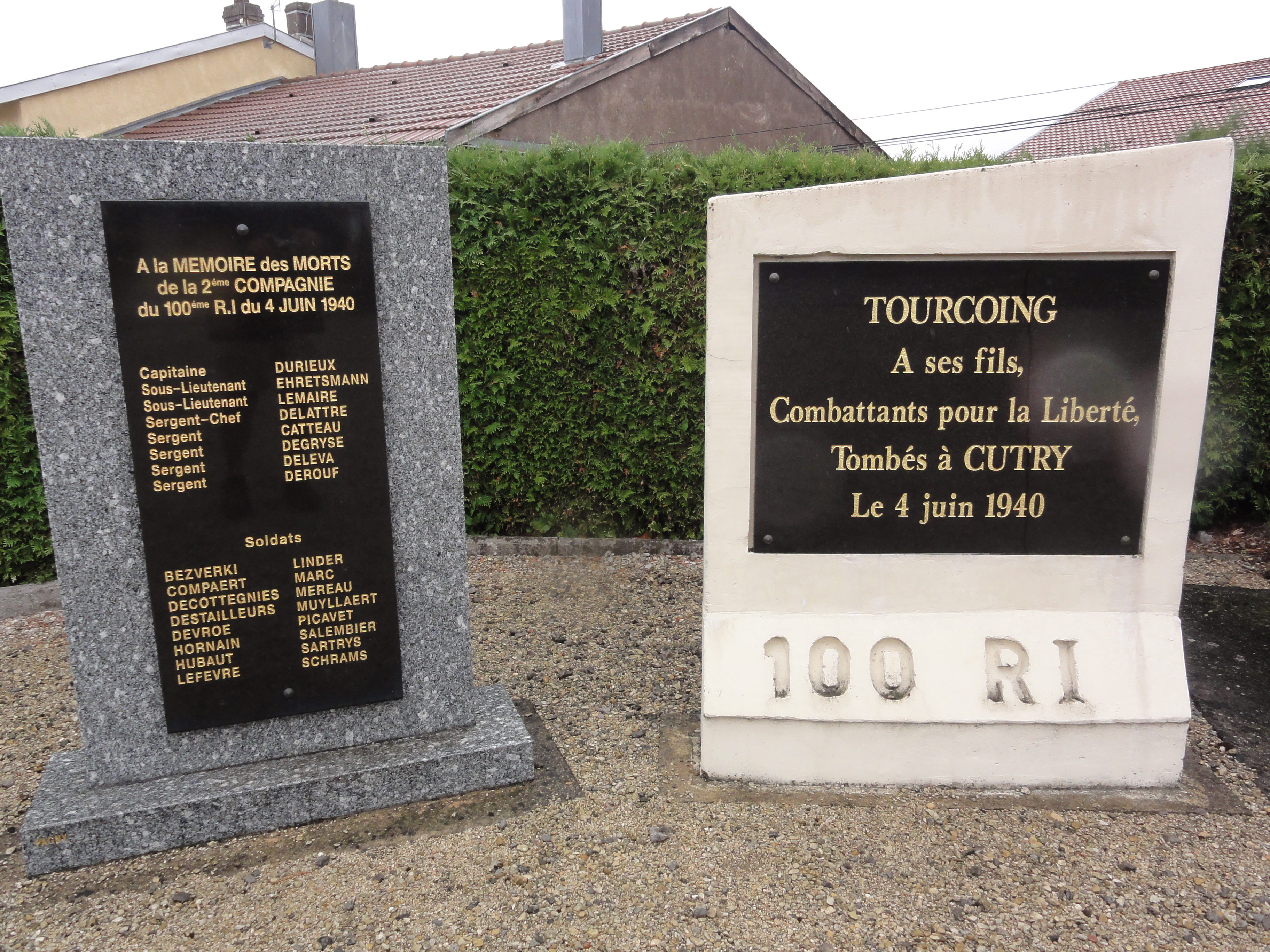
Monument du R.I. à Cutry, département Meurthe-et-Moselle.

Formé le 3 septembre 1939 par le CMI 12 (Centre Mobilisateur d'Infanterie no 12) et le Bataillon Madeline du 43e Régiment d'infanterie sous le commandement du Colonel Fortet, il appartient à la 51e division d'infanterie. Il est composé de trois bataillons puis de la 14e CDAC (14e Compagnie divisionnaire antichar).

Engagé dans la défense de l'agglomération lilloise en septembre 1939, le régiment est transféré le 1er décembre en Lorraine où il occupe des positions défensives dans le Saillant de Longwy ; il y livre de très durs combats pendant les cinq premiers jours de l'offensive allemande. Le 13 juin, il se replie sur ordre en direction de Toul dont il assure la défense à partir du 17 juin. Compris dans la reddition du groupement Dubuisson, le 100e RI est fait prisonnier tout entier le 24 juin 1940 au Sud de Toul.

#### 1945 à nos jours
Régiment de réserve, dérivé du 126e régiment d'infanterie de Brive,
le régiment est créé puis dissous plusieurs fois. Sa dernière recréation date de 1986 et il est de nouveau dissous en 1998.

## Drapeau
Il porte, cousues en lettres d'or dans ses plis, les inscriptions suivantes :
- Iéna 1806
- Friedland 1807
- Sébastopol 1855
- Solférino 1859
- Vitry 1914
- Verdun 1916
- Reims 1918
- L’Aisne 1918

## Décorations
Sa cravate est décorée de la croix de guerre 1914-1918 avec trois citations à l'ordre de l'armée.
Il a le droit au port de la fourragère aux couleurs du ruban de la croix de guerre 1914-1918.
Survivance, cette cravate portait aussi la médaille en or de la ville de Milan 1859, remise en 1909, disparue depuis, dont le port n'est actuellement plus autorisé.

## Devise
Pro Rege et Patria!

## Personnages célèbres ayant servi au100eRI
- Alexandre Leclerc.

## Sources et bibliographie
- Commandant Charles Clerc : Campagne du Maréchal Soult dans les Pyrénées Occidentales en 1813-1814
- Recueil d'Historiques de l'Infanterie Française (Général Andolenko - Eurimprim 1969)
- Historique du régiment de Reinach par le Général Louis Auguste Victor Vincent Susane
- Emmanuel May, Histoire militaire de la Suisse et celle des Suisses dans les différents services de l'Europe, t. 6, Lausanne, J. P. Heubach et compagnie, 1788, 492 p. (lire en ligne), Section XIII, chap. 7 (« Régiment épiscopal bâlois de Reinach »), p. 481
- Historiques des corps de troupe de l'armée française (1569-1900)
- Émile Mugnot de Lyden : Nos 144 Régiments de ligne